# ولمین
ولمین (به لاتین: Velemín) یک ناحیه در جمهوری چک است که در Litoměřice District واقع شده‌است.

## خصوصیات
ولمین ۴۰٫۲۴ کیلومترمربع مساحت و ۱٬۴۱۶ نفر جمعیت دارد و ۲۸۷ متر بالاتر از سطح دریا واقع شده‌است.